# كيت جليسون
كاثرين أنسيلم جليسون (25 نوفمبر 1865 - 9 يناير 1933) كانت مهندسة أمريكية وسيدة أعمال معروفين لكونها امرأة بارعة في مجال الهندسة الذكورية بشكل كبير ولعملها الخيري.

## النشأة وأعمال جليسون
ولدت كاثرين أنسيلم جليسون أول أربعة أطفال من وليام وإلين ماكديرموت جليسون من روشستر، نيويورك، مهاجرين من أيرلندا. كان والدها مالك شركة أدوات آلية، أطلق عليها لاحقًا اسم جليسون ووركس، والتي أصبحت فيما بعد واحدة من أهم صانعي أدوات آلات القطع في العالم. عندما كانت في سن الحادية عشرة، توفي أخيها توم بسبب حمى التيفوئيد، مما تسبب في مشقة في شركة والدها لأن توم كان مساعدًا مهما. في سن الثانية عشرة بدأت تعمل لوالدها لملء الفراغ الذي تركه موت أخيها توم. في عام 1884، كانت أول امرأة يتم قبولها لدراسة الهندسة في جامعة كورنيل في إيثاكا، نيويورك، على الرغم من أنها لم تكن قادرة على إكمال دراستها في كورنيل نظرًا لأهمية وجودها المطلوب في المصنع. وواصلت دراستها عند عودتها إلى روشستر في معهد الميكانيك، الذي أعيدت تسميته لاحقا بمعهد روتشستر للتكنولوجيا. شاركت بنشاط في منصب أمين الصندوق وكذلك بائعة لأعمال جليسون. في عام 1893، قامت بجولة في أوروبا لتوسيع أعمال الشركة، وهي واحدة من أولى المرات التي حاول فيها الصانع الأمريكي عولمة أعماله. واليوم، تشكل المبيعات الدولية ما يقرب من 3/4 من أعمال الشركة.

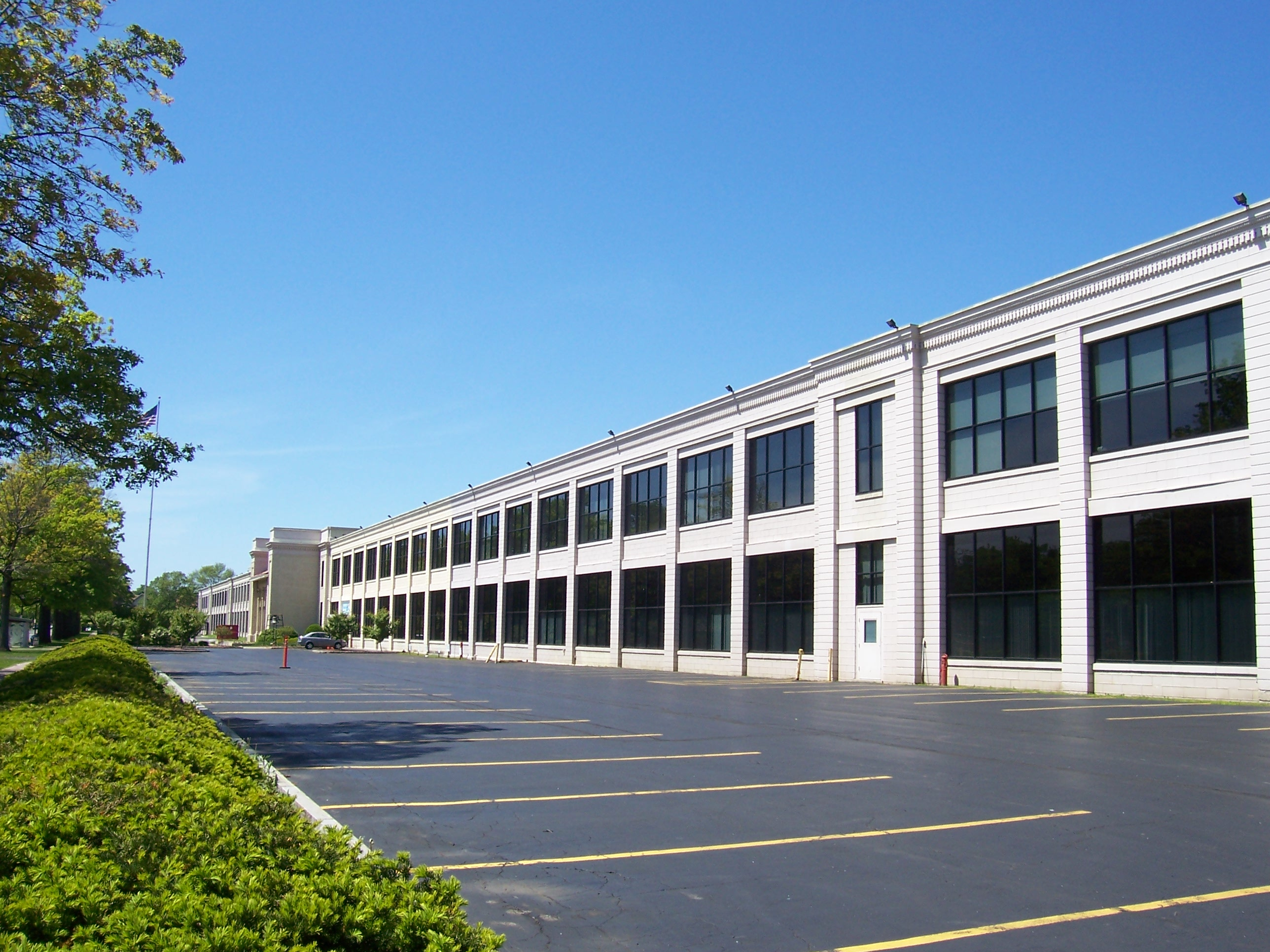
منشأة جليسون للاعمال في: روتشستر، نيويورك

وصف فريد كولفين كيت جليسون في مذكراته بأنها "نوع من سيدة كوري من أدوات الآلة […] أمضت كيت شبابها في تعلم أعمال والدها من الألف إلى الياء، سواء في المتجر أو في الميدان، حتى عندما تكون متفرعة عرفت نفسها عن نفسها عام 1895 كبائعة عن آلات قطع العتاد التي كانت تمتلكها والدتها، وكانت تعرف بقدر رجل أي رجل في العمل.
إلين غليسون كانت صديقة لزميلتها روتشستران سوزان برونويل أنتوني وهي مُصلحة اجتماعية أمريكية، وناشطة في مجال حقوق المرأة، لعبت دوراً محوريًا في حركة حصول المرأة على حقّ الاقتراع. واستشهدت كيت غليسون في وقت لاحق بها كمصدر لمنشروتها. قامت جليسون ببذل العديد من الجهود لدعم حق المرأة في التصويت بعد وفاة سوزان أنتوني.

## الحياة بعد مغادرة مصنع أعمال غليسون
بسبب الصراعات مع عائلتها غادرت أعمال غليسون في عام 1913 وعثرت على عمل في شركة تصنيع الآلات الإنشائية. انضمت إلى شركة إنجل ماشين في 1 يناير 1914.وهي أول امرأة تقوم بذلك. تحت إشرافها أعادت الشركة وسددت ديونها المستحقة. أعيدت الشركة إلى المساهمين قبل نهاية عام 1915. بعد مساعيها مع شركة آلة إنجل، حولت اهتمامها إلى شرق روتشستر حيث ساعدت في تمويل وبناء 8 مصانع لشركات مختلفة.

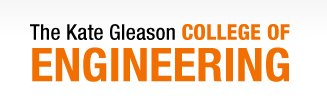

في عام 1914، كانت أول امرأة تُنتخب لعضوية كاملة في الجمعية الأمريكية للمهندسين الميكانيكيين ومثلت المجتمع في مؤتمر الطاقة العالمي في ألمانيا. في عام 1918، تم تعيينها رئيسًا للبنك الأهلي الأول في روشستر الشرقية  في حين تم تجنيد الرئيس السابق في الحرب العالمية الأولى. وخلال هذه الفترة تولت المسؤولية عن تحمل المشكلة بأخذ قرض واستخدمته لإنهاء المجمعات السكنية المتبقية من حامل القرض السابق. واستخدمت ذلك لتعزيز جهودها الإنسانية في روشستر، بدءا من ثماني شركات، بما في ذلك شركة بناء قامت ببناء منازل للطبقة الوسطى. بعد هذا النجاح أخذت على عاتقها تجربة الخرسانة لبناء منازل رخيصة مضادة للحريق بتكلفة معقولة باستخدام طريقة صب وضعت. بعد هذا النجاح وصفت أساليبها في مقال كتبته لمجلة تجارية، «كونكريت»، في عام 1921 بعنوان «كيف تبني النساء المنازل للبيع بسعر ربح 4000 دولار».

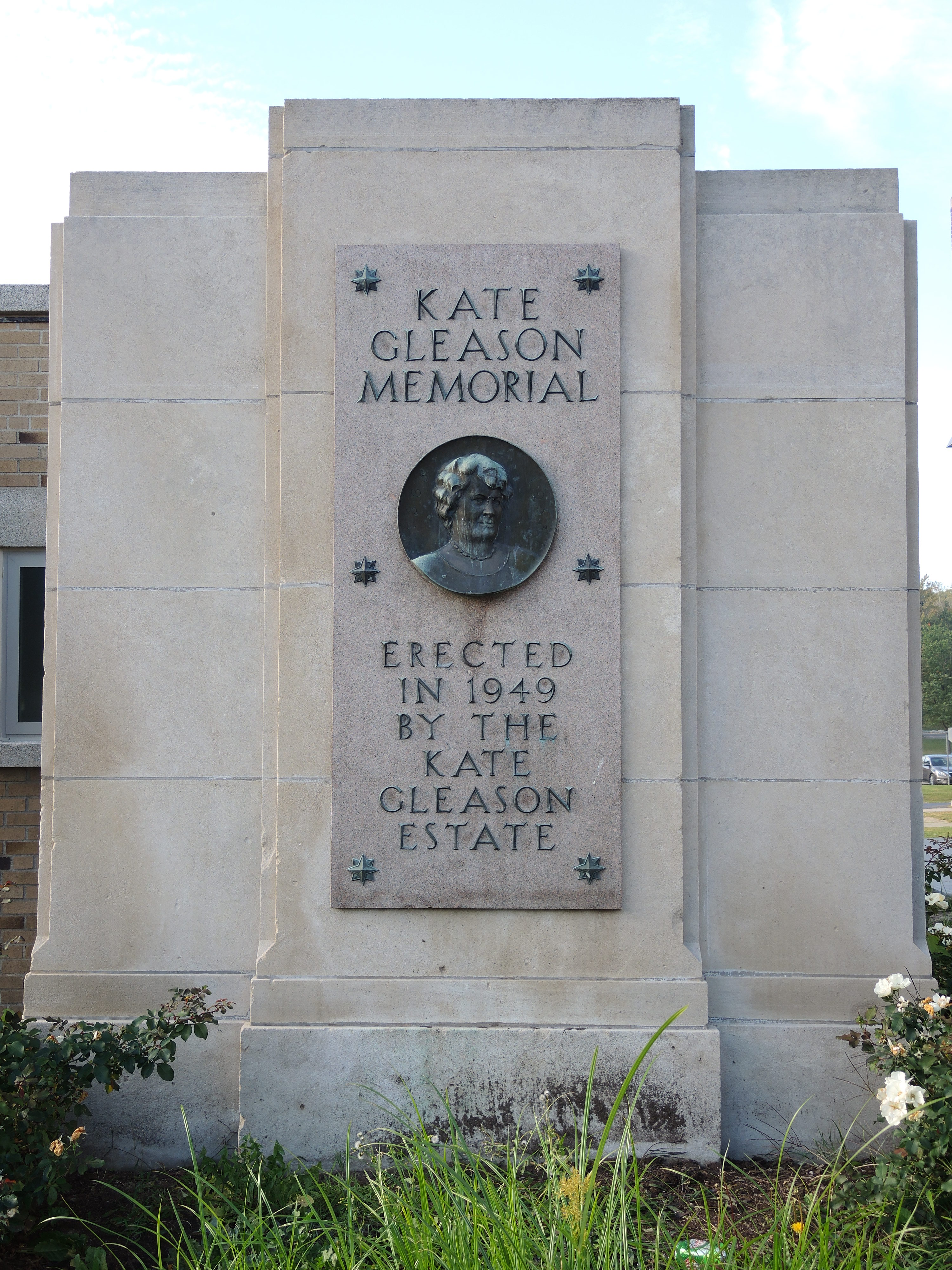
النصب التذكاري في شرق روتشستر، نيويورك

في وقت لاحق، غادرت روتشستر لفرص الأعمال في ولاية كارولينا الجنوبية وكاليفورنيا.  في 1920s أعادت بناء قلعة في سبتمونت في فرنسا لنفسها. وكذلك مساعدة المدن المحيطة على التعافي من الأضرار التي خلفتها الحرب العالمية. خلال هذه الفترة الزمنية، قامت أيضًا بجولة في كاليفورنيا لدراسة مباني اللبن. في عام 1924، سألتها بيركلي، كاليفورنيا لمساعدتها على إعادة البناء بعد نشوب حريق. في أواخر عشرينيات القرن الماضي، بدأت في بناء المزيد من المباني الخرسانية المسطحة  في سوساليتو، كاليفورنيا، لكنها واجهت بعض المشكلات الأخرى ولم يكن المشروع ناجحًا مثل مبانيها في روشستر. ثم في منزلها الشتوي في بوفورت بولاية ساوث كارولينا، كانت تخطط لإنشاء مجتمع من شقق الحديقة للفنانين والكتاب، ولكن تم الانتهاء من 10 منازل فقط في وقت وفاتها.

## الحياة الشخصية
كانت جليسون من مؤيدي حق المرأة في التصويت. ووفقًا لرواية عام 1912، أشارت اتفاقية الرابطة الوطنية الأمريكية لحقوق المرأة إلى أن جليسون قد أوصت بـ 1200 دولار لحركة التصويت، وهو أحد أكبر تعهداتها. يشهد العديد من كتابات كيت جليسون الشخصية على مساهمات والدها في حق المرأة في التصويت. اعتبرت غليسون الزواج بمثابة عائق على حياتها المهنية ولم تتزوج قط ولم يكن لديها أطفال. 

## الموت والإرث
توفيت في 9 يناير 1933 من الالتهاب الرئوي وتم دفنها في مقبرة ريفرسايد في روشستر. تركت الكثير من ممتلكاتها البالغة 1.4 مليون دولار للمؤسسات في منطقة روتشستر، بما في ذلك المكتبات والمتنزهات ومعهد روتشستر للتكنولوجيا. سميت كلية كيت غشون للهندسة في RIT تخليدًا لشرفها، ويقف تمثالها بفخر في الردهة. قاعة كيت جليسون هي قاعة للإقامة RIT. لا تزال أعمال غليسون لا تزال قيد التشغيل اليوم وتحتفظ بعلاقة قوية مع RIT. في عام 2010، نشرت جريدة RIT مجموعة من رسائل جليسون.

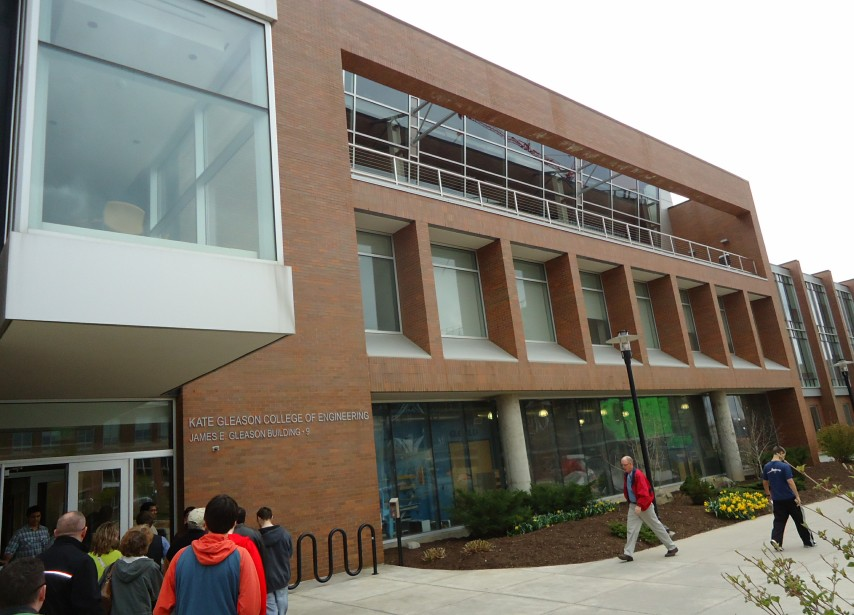
معهد روتشستر للتكنولوجيا

## التعليم
في عام 1884 عن عمر يناهز 19 عامًا، التحقت كيت جليسون ببرنامج كورنيل للفنون الميكانيكية،  وكانت أول طالبة تدرس الهندسة. ومع ذلك، انتهى بها الأمر إلى تركها قبل نهاية سنتها الدراسية الأولى لمساعدة والدها. كان والدها قد وظف رجلاً ليحل محلها في العمل ولكن الشركة بدأت تكافح ماليًا ولم يعد والدها قادرًا على دفع المصاريف الدراسية واستدعيت للمساعدة مرة أخرى في أعمال جليسون. لم تكن قادرة على إكمال المتطلبات للحصول على درجة علمية، لكن من خلال التدريب والتعلم الذاتي، حصلت على لقب مهندسة، وهي معترف بها لإنجازاتها. حصلت على بعض التعليم الإضافي في كلية سيبلي للنقش ومعهد الميكانيك وهو الآن معهد روتشستر للتكنولوجيا 

## روابط خارجية
- https://www.asme.org/engineering-topics/articles/construction-and-building/kate-gleason
- https://www.findagrave.com/memorial/51483654